# 川店镇
川店镇，是中华人民共和国湖北省荆州市荆州区下辖的一个乡镇级行政单位。

## 行政区划
川店镇下辖以下地区：
川店社区、三界村、应市村、张场村、宗北村、宗南村、孔桥村、松元村、高店村、双台村、川店村、龙山村、双店村、双堰村、玉南村、云南村、李场村、丫子桥村、藤店村、望山村、古松村、太阳村、紫荆村、红旗林场和沙港水库管理处生活区。